# کلینتون پی. اندرسون
کلینتون پریسبا اندرسون (به انگلیسی: Clinton Presba Anderson) سناتور سابق عضو حزب دموکرات ایالات متحده آمریکا بود. وی در سال ۱۹۴۹ تا ۱۹۷۳ میلادی سناتور ایالت نیومکزیکو در سنای ایالات متحده آمریکا بود.